# テルモプラズマ属
Thermoplasma（テルモプラズマ属、サーモプラズマ属）は、陸上の温泉などに生息する好熱、好酸、通性嫌気性の古細菌の一属。古細菌のモデル生物の一つで、細胞壁を欠くなどの特徴で知られる。学名はギリシア語で「熱(θέρμη)」+「形作られたもの(Πλάσμα)」という意味である。
単離は好熱古細菌の中では最も早く、1960年代後半にインディアナ州の炭鉱のボタ山から発見された。1980年代になると各地の温泉などからも単離され始め、日本でも温泉からの報告例がある。

## 形態・特徴

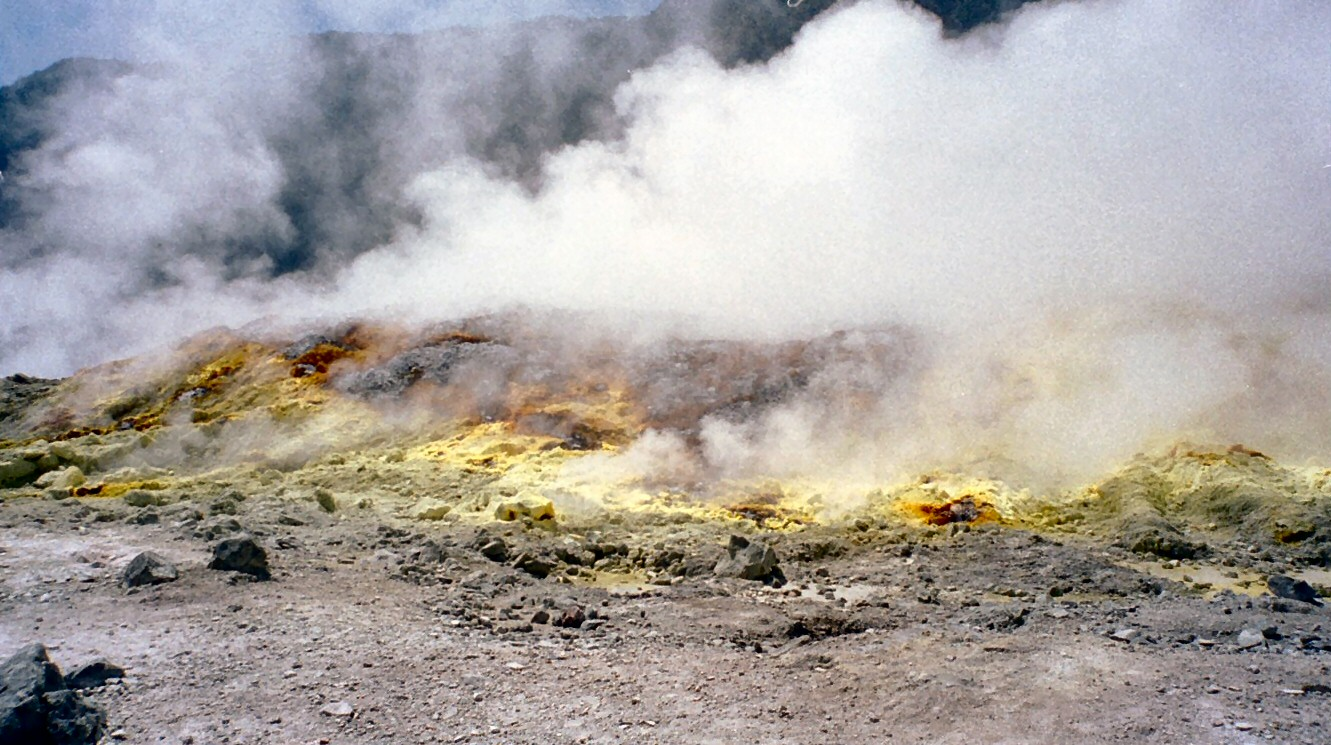
硫黄孔

55-60°Cの高温、pH2という強い酸性下でよく生育し、自然環境では温泉や噴気孔、炭鉱のくず山（ボタ山）などに分布する。硫黄を好み、特に嫌気条件下では硫黄が無いと生育できない。好気条件下では酸素も利用する。通性嫌気性の偏性従属栄養生物である。
形態は細胞壁を欠くため非常に多様。条件によって球菌、桿菌、糸状、板状、不定形など様々な形態をとる。細胞壁を欠如するためか顕著な細胞融合性を示し、複数の細胞が集合した巨大細胞を形成する。
この細胞壁を欠くという特徴はThermoplasmaを含むテルモプラズマ綱特有の性質であり、古細菌の中では他にクレン古細菌に属すIgnicoccus、テルモプラズマと同じユーリ古細菌に属すThermococcusの一部の種にしか見られない。コア脂質はアーキオールとカルドアーキオールからなり、またマンナンを有す糖タンパクやリポマンナンなどが多量に存在する。細胞壁がないため細胞膜は通常の生物よりも強固である。
この他ユーリ古細菌としては例外的に真核生物相同ヒストンを持っておらず、真正細菌型のDNA結合タンパクであるHU相同タンパク (HTa) を持つ点でも他の古細菌と区別される。

## テルモプラズマに関する議論
分類は何度か変更されている。当初細胞壁を欠くことからマイコプラズマの仲間ともされ、好熱好酸マイコプラズマと呼ばれた。その後、1980年にウーズらによって古細菌の仲間ということが明らかにされた。1984年には好熱性による類推からエオサイト界（レイクらによって真核生物に近い古細菌類として定義。後のクレン古細菌）に所属したが、むしろエオサイトよりもメタン菌に近いことからすぐに古細菌界（後のユーリ古細菌）に戻された。
また、マーギュリスの細胞内共生説では、テルモプラズマが融合細胞を形成することを土台に、真核生物のホスト細胞になったと主張された。ただし真核生物の祖先については、分子生物学的な見地からユーリ古細菌ではなく、原始古細菌かクレン古細菌である可能性が高いとされており、またThermoplasmaに近縁なPicrophilusが細胞壁を持つこと、テルモプラズマ類は古細菌の中でも比較的派生的なことなどから、Thermoplasmaそのものが真核生物に進化したモデルは否定的な意見が強い（ただし真核生物の祖先がテルモプラズマ様の生物だった可能性はある）。なお、融合細胞は内部に複雑な膜系を有すこと(Yamagishi et al., 1998)や、細胞骨格の存在が示唆されている。ただし、アクチン様タンパク質についてはMreBに近く、細胞骨格は真正細菌に近いもののようである。

## 分類
Thermoplasma acidophilum テルモプラズマ・アキドピルム
基準種。最も初期に発見された好熱古細菌の一つとして知られる。1960年代末にインディアナ州の炭鉱ボタ山より発見された。45-63°Cで成育し、59°C、pH1-2付近で最もよく増殖する。pH0.5という極度の酸性でも生育できる。ゲノムサイズは156万4905塩基対（何れも基準株T. acidophilum strain AMRC-C165(DSM 1728)による。テルモプラズマは非常に多くの株が見つかっており、他に56°C、pH1.8が最適という株もある）。
Thermoplasma volcanium テルモプラズマ・ウォルカニウム
温泉、ボタ山、その他硫黄環境に分布。生育条件は33-67°C、pH1-4。60°C、pH2付近で最もよく生育する。ゲノムサイズは158万4804塩基対(T. volcanium GSS1)。